# Cima Varirosa
La cima Varirosa è una montagna di 2.292 m s.l.m. delle Alpi Cozie situata in provincia di Cuneo (Piemonte).

## Caratteristiche

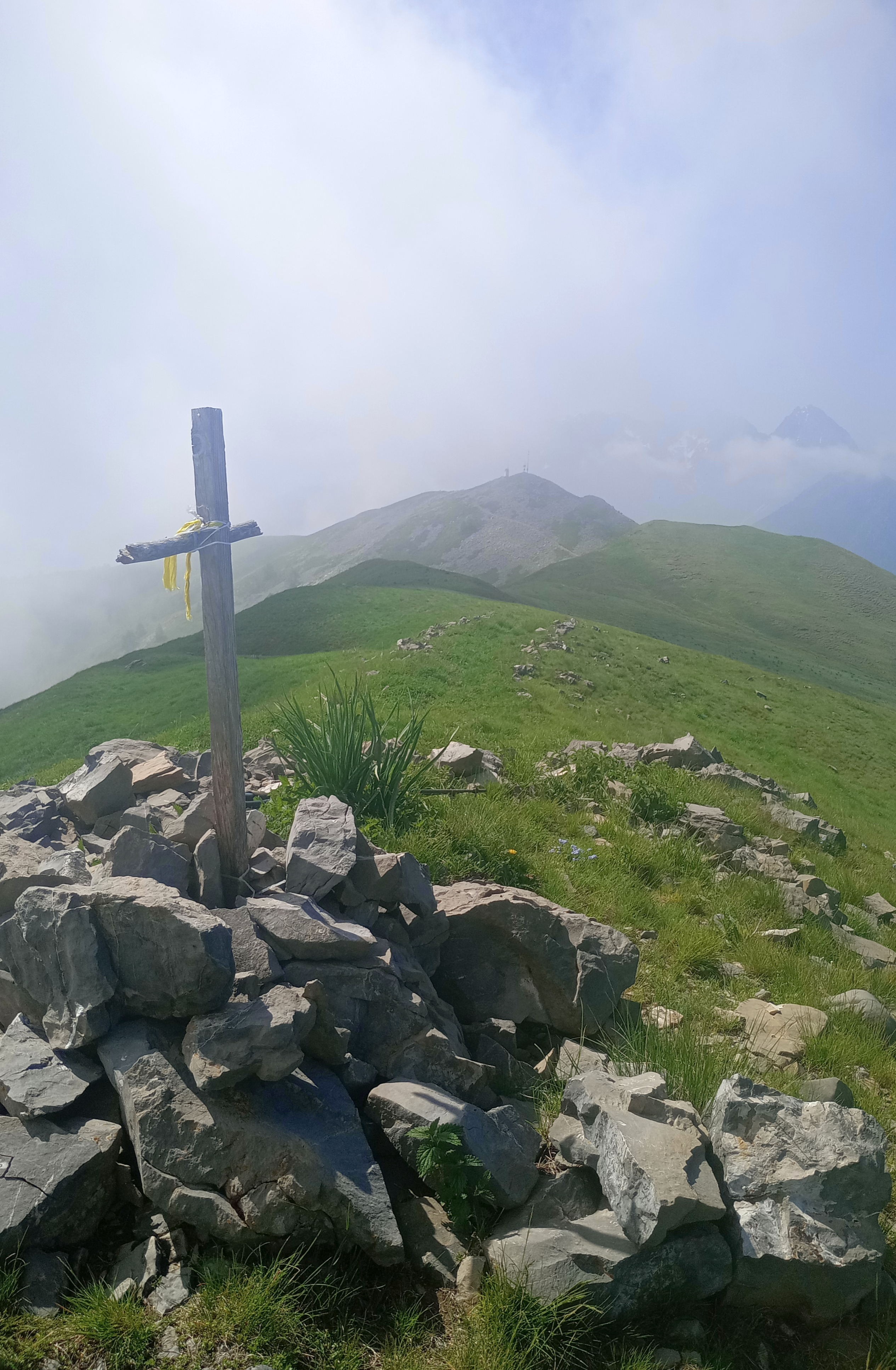
La croce di vetta

La montagna è situata sul crinale divisorio tra il solco principale della valle Stura di Demonte e uno dei suoi valloni laterali, il Vallone Neirassa. Verso nord il crinale perde quota fino al profondo intaglio del colle Neirassa (2018 m e risale poi verso il MOnte Nebius, mentre verso sud-est lo spartiacque prosegue con il colle Barmetta e il monte Autes (2018 m). La zona culminante della cima Varirosa è segnalata da un ometto in pietrame e da una piccola croce di vetta. La prominenza topografica della montagna è di 280 metri, ed è data dalla differenza tra la quota della sua cima e quella del punto di minimo costituito dal colle Neirassa. Amministrativamente si trova sul confine tra i comuni di Vinadio e di Sambuco.

## Storia

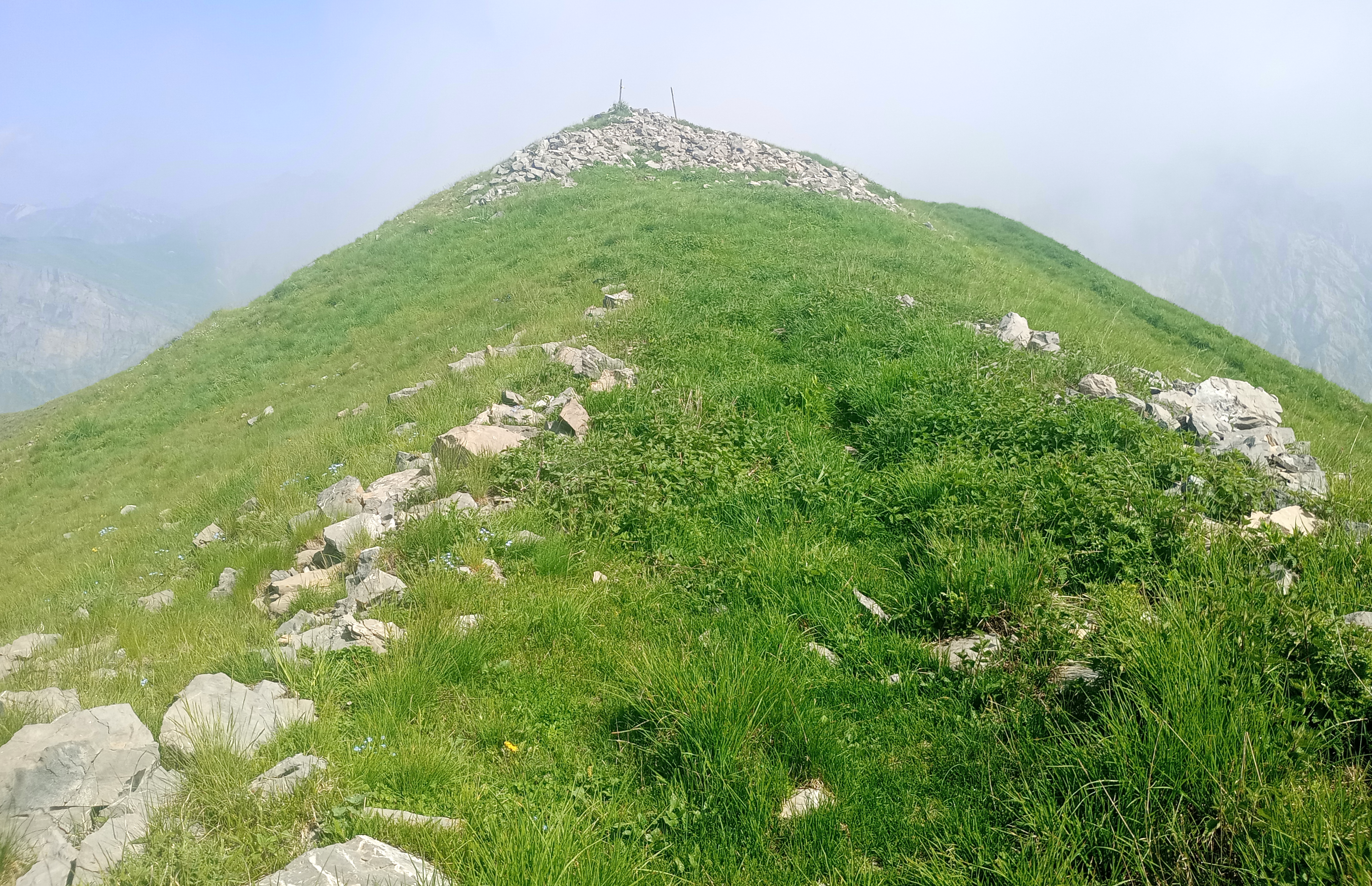
La zona sommitale

Presso il Colle di Neirassa sono presenti i ruderi di una caserma, un tempo connessa al sistema difensivo incentrato sul Forte di Vinadio. Oltre al ricovero per la truppa sul punto di valico erano presenti sulle pendici della cima Varirosa anche osservatori militari. Una strada sterrata costruita dai militari serve il colle e il versante settentrionale della montagna collegandoli con Neirassa Superiore e, di qui, con il fondovalle e il Forte di Vinadio. 

## Geologia
Non lontano dalla cima, sul versante che guarda verso il Vallone di Neirassa, si apre il Buco di Varirosa, una grotta censita nel Catasto Speleologico Piemontese e Valdostano - Grotte con il codice PI1120. La cavità è costituita da un pozzo verticale di circa 8 metri e da un successivo pozzetto più stretto percorrendo il quale si raggiungono i 20 metri di profondità. La roccia è costituita da calcare di origine liassica, di colore scuro. La cavità venne esplorata tra gli Anni Sessanta e Settanta del Novecento, e vi furono rinvenute varie specie animali, tra le quali il coleottero Duvalius carantii, di cui costituisce la stazione a quota maggiore mai osservata. 

## Accesso alla vetta
La cima di Varirosa può essere raggiunta a piedi, per sentiero e strada sterrata, sia da Neirassa Superiore che da Neirassa Inferiore, entrambe frazioni di Vinadio. Le due vie di salita sono concatenabili in un anello di poco meno di 15 km di sviluppo. La difficoltà dell'itinerario è di tipo E. Si tratta di un itinerario che può anche essere percorso in mountain bike dai praticanti del cicloalpinismo.